# Чхоллён
Чхоллён (кор. 철령?, 鐵嶺? — «Стальной перевал») — перевал на границе уездов Косан и Хвеян провинции Канвондо, КНДР. Высота седловины — 677 м. Образовался в горах Чхоллёнсан в результате постепенного снижения уровня реки Анбён-Намдэчхон, притока реки Пукханган. Коренная порода — пхёнганамгунский сиенит триасового периода мезозойской эры. Северный склон крутой, южный — пологий. На северо-востоке возвышается пик Йондэбон (1090 м), на юго западе — гора Пхуллюсан (1058 м). С древности перевал Чхоллён, поднимающийся, по народной молве, на 40 ли и опускающийся на 40 ли, известен благодаря своей крутости как перевал «Девяноста девяти изгибов» (아흔아홉굽이).
Перевал Чхоллён является рельефной природной крепостью, исторически он был одним из ключевых стратегических пунктов. В период королевства Силла, в 675 году, здесь был построен замок Чхольгвансон, во времена династии Корё на перевале были возведены ворота. Даже во времена династии Чосон перевал Чхоллён оставался важным военным пунктом. С древности Чхоллён — важный транспортный коридор между провинцией Хамгёндо и Сеулом, сегодня он является ключевым пунктом, соединяющим северную и южную части провинции Канвондо. В КНДР перевал Чхоллён тесно связан с культом личности Ким Чен Ира, не раз переезжавшего через перевал в 1990-х годах с целью визита в демилитаризованную зону. В память об этом на перевале обустроено «Место историко-революционной славы».